# FC Thy-Thisted Q
Der FC Thy-Thisted Q ist ein Frauenfußball-Verein aus der dänischen Stadt Thisted in der Region Nordjylland.

## Geschichte
Der Frauenmannschaft wurde 2017 als Zusammenschluss der fünf Vereine Koldby Hørdum IF, Nors B, IF Nordthy, Frøstrup Hannæs IF und des Thisted FC gegründet. Bereits in ihrer ersten Spielzeit stiegen sie von der zweitklassigen 1. Division in die 3F Ligaen, der höchsten Spielklasse Dänemarks, auf. Dort etablierte man sich schnell und erreichte 2020 mit dem 4. Platz in der Meisterrunde das bisher beste Saisonergebnis. Ein Jahr später gewann der Verein dann zum ersten Mal den Dänischen Pokal durch einen 2:1-Finalsieg über Brøndby IF.

## Erfolge
- Dänischer Pokalsieger: 2021
  - Finalist: 2020, 2022

## Stadion
Der Verein trägt seine Heimspiele in der 4000 Plätze fassenden Sparekassen Thy Arena in Thisted aus. Das Stadion verfügt über Naturrasen, Flutlicht und eine überdachte Tribüne mit 754 Sitzplätzen.